# Так так
„Так так“ (на полски: Tak tak) е полски порнографичен филм от 1991 година на режисьора Яцек Гоншоровски.

## Сюжет
Внимание:  Текстът по-долу разкрива сюжета на произведението (или части от него)!
Акция се развива през седемдесетте години на ХХ век. Главният герой, 25-годишният Марек е много популярен сред жените. Докато учи в Сорбоната в Париж, се запознава с красива французойка Карен. Темперамент на момиче прави, че Mарек се разболява и се връща до Полша. В болницата съблазнява Зузя, който става бременна.

## Актьорски състав
- Збигнев Замаховски – Марек
- Моника Боли – Зузя
- Жули Жафет – Карен
- Мария Гладковска – Кристина
- Кристина Ткач – Флора
- Малгожата Потоцка – редактьор
- Карина Шафранска – Ева
- Пьотр Махалица – Ян Миксински
- Анна Чепелевска – Фани, леля на Карен
- Александра Заверушанка – майка на Зузя